# Orthotrichia spiralina
Orthotrichia spiralina is een schietmot uit de familie Hydroptilidae. De soort komt voor in het Afrotropisch gebied.